# Црква Васкрсења Господњег у Мишару
Црква Васкрсења Господњег у Мишару, насељеном месту на територији града Шапца, подигнута је 2011. године и припада Епархији шабачкој Српске православне цркве.

## Прошлост
На локалитету „Ћерамидине” постоје остаци базилике из 4. века. Постојала црква Преноса моштију Светог оца Николаја, могуће да је грађена после 1842. године.

## Данашња црква
Градња цркве посвећене Васкрсењу Господњем, почела је 17. јуна 2010. године, на плацу који је за ту намену купио Раде Николић у септембру 2009. године. Исте године 12. септембра су освештани темељи. Постављање звона и подизање крова (слеме) је било 25. септембра 2011. године и прва служба у храму је обављена 13. новембра 2011. године. Иконостас је постављен 2012. године, уз помоћ мештана Мишара.